# Reinata Sadimba
Reinata Sadimba, née en 1945 à Mueda au Mozambique, est une céramiste et sculptrice vivant à Maputo. Elle produit des œuvres issues de la poterie traditionnelle Makonde, tout en incorporant ses propres techniques et conceptions de la féminité et de la maternité. Elle est considérée parmi les sculpteurs contemporains les plus importants du Mozambique.
Depuis les années 1990, ses œuvres ont été exposées dans divers musées et galeries, au Mozambique, en Afrique du Sud, au Danemark, au Portugal, à Paris, à Bâle, en Italie et aux États-Unis. Certaines de ses pièces appartiennent aux collections permanentes du musée national d'histoire naturelle du Mozambique à Maputo et du Museu Nacional de Etnologia de Lisbonne.

## Biographie

### Jeunesse
Reinata Sadimba, née en 1945 à Nemu, sur le haut-plateau de Mueda dans le nord du Mozambique, est d'ethnie Makondé. Suivant l'éducation traditionnelle de cette ethnie, elle apprend la fabrication d'objets utiles en argile. Elle apprend l'art de la céramique auprès de sa mère, dans le but initial de subvenir aux besoins de sa famille après la mort de son père alors qu'elle est très jeune , et ensuite parce qu'elle trouve dans le travail de la terre cuite un moyen d'expression, travailler avec de l'argile lui permet de « dire des choses que je ne savais pas exprimer autrement ».

### Combat politique
Jeune femme, Reinata Sadimba rejoint le Front de libération du Mozambique (FRELIMO), un mouvement de résistance armée contre la domination portugaise au Mozambique entre 1964 et l'indépendance. Après la Guerre d'indépendance du Mozambique, le pays obtient d'indépendance en 1975.
Le travail de Sadimba est marqué par ses propres expériences personnelles. Mariée jeune et divorcée deux fois, elle a huit enfants, dont un seul a survécu.

### Notoriété
Après avoir quitté un mariage abusif en 1975, Reinata Sadimba révolutionne son travail, commençant à ajouter des éléments personnalisés qui distinguent ses pièces des autres céramiques Makondé. 
Elle s'établit dans le village de Nimu près de Mueda. En 1983 il ne lui reste qu'un seul enfant, son fils Samuel. Elle commence à développer son activité créatrice dans un contexte de tensions à la fois avec le milieu traditionnel (en tant que femme divorcée et artiste non conventionnelle) et avec les autorités révolutionnaires dont les mots d'ordre en faveur de la promotion de la femme sont mal reçus par la communauté locale.
Son travail de céramiste est de plus en plus reconnu dans les années 1980. Elle développe progressivement un style original, donnant à ses pots des figures anthropomorphiques. Elle s'approprie ainsi un art réservé aux hommes dans la culture makondé où les femmes sont cantonnées à la fabrication de céramiques utilitaires. Elle trouve dans les liens alors développés avec des coopérants suisses à Mueda des encouragements à son évolution artistique. Après le départ de ces coopérants, et alors que la situation interne du Mozambique devient instable, elle émigre à Dar es Salam en Tanzanie avec son fils Samuel, rejoignant sa sœur Josefina. C'est là que débutent ses expositions dans de petites galeries et marchés artisanaux.
Le soutien continu du couple suisse lui procure la stabilité financière pour expérimenter artistiquement de nouvelles techniques et sculpter selon sa propre esthétique et son imagination. Pendant son séjour en Tanzanie, elle développe sa représentation stylistique de la forme humaine en créant des formes vives et pénétrantes, allant jusqu'à créer son propre univers, tout en reflétant l'univers de la famille matrilinéaire Makonde .
En 1992, après la fin de la guerre civile, elle retourne au Mozambique et s'installe à Maputo. Grâce à Augusto Cabral, alors directeur du Musée d'histoire naturelle du Mozambique, elle peut installer son atelier dans les locaux du musée. En 1998, son travail est présenté au musée lors d'un programme éducatif d'une semaine sur la céramique traditionnelle,.

## Caractéristiques de ses œuvres
Le matériau de base des pièces créées par Reinata Sadimba est l'argile pour sa maniabilité, le calcaire blanc et le graphite, qui confèrent à ses œuvres une coloration verte devenue sa marque de fabrique. Elle crée des jarres, des pots, des théières et autres pièces aux formes anthropomorphiques, dont le corps et le visage scarifié reflètent la culture makondé. Elle-même a un visage tatoué, conformément à la tradition Makonde. Ses céramiques portent divers messages sous-jacents, serpents symbolisant la vie et la mort, figures sans sexes en train de déféquer, etc. Elles font référence à des histoires et des légendes de sa province natale du Cabo Delgado, représentant souvent la féminité, la maternité ou l'accouchement . Elle est également connue pour produire des pièces incroyablement rapidement.